# Сподній Лесковець
Сподній Лесковець (словен. Spodnji Leskovec) — поселення в общині Видем, Подравський регіон‎, Словенія.